# Pisulina adamsiana
Pisulina adamsiana is een slakkensoort uit de familie van de Neritiliidae. De wetenschappelijke naam van de soort is voor het eerst geldig gepubliceerd in 1869 door G. Nevill & H. Nevill.